# Самойлович Микола Павлович
Микола Павлович Самойлович (12 грудня 1890, Нижня Дуванка Куп'янського повіту Харківської губернії — 23 грудня 1951, Провіденс, Род-Айленд, США) — політичний і громадський діяч (член Української Центральної Ради, делегат двох перших Всеукраїнськи військових з'їздів у 1917) і співак-бас.
Родом з Куп'янщини. З 1920 на еміграції у Празі. Музичну освіту здобув у Києві, театральну в Празі, виступав у Празькій опері, театрі ім. Садовського, концертував у Західній Європі.
Похований на кладовищі св.Івана у Провіденсі (США).